# Plumaugat
Plumaugat (tiếng Breton: Pluvaelgad, Gallo: Ploemaugat) là một xã của tỉnh Côtes-d'Armor, thuộc vùng Bretagne, tây bắc Pháp.

## Dân số
Người dân ở Plumaugat được gọi là Plumaugatais.